# Liste der Universitäten und Hochschulen in Dänemark
Dies ist eine Liste der Universitäten und Hochschulen in Dänemark. Das Universitätssystem in Dänemark umfasst neun staatliche Universitäten als höchste Bildungseinrichtungen im Land, davon fünf Volluniversitäten und vier monodisziplinäre/spezialisierte Universitäten.
Hiernach folgen im Bildungssystem insgesamt 20 Kunsthochschulen und 23 sog. Zentren für Weiterbildung (dänisch: Centre for Videregående Uddannelser); letztere zumeist mit Lehrschwerpunkten in technischen, natur-, sozial oder wirtschaftswissenschaftlichen Studiengängen, vergleichbar mit deutschen Fachhochschulen.

## Universitäten
Die neun Universitäten unterscheiden sich teilweise sehr in Größe, akademischem Profil und Orientierung, bieten jedoch allesamt lehr- und forschungsbasierte Studien- und Doktoren-Abschlüsse an (auch Bachelor, Master und PhD).

### Volluniversitäten
- Ålborg Universitetscenter
- Universität Aarhus (Aarhus Universitet)
- Universität Kopenhagen (Københavns Universitet)
- Universität Roskilde (Roskilde Universitet)
- Syddansk Universitet

### Spezialisierte Universitäten
- Copenhagen Business School (ehemals „Handelshøjskolen i København“)
- IT-Universität Kopenhagen (IT-Universitetet i København)
- Pädagogische Universität Dänemarks (Danmarks Pædagogiske Universitet)
- Dänemarks Technische Universität (Danmarks Tekniske Universitet)

| Universität (mit Gründungsjahr)           | Anzahl Studenten (Jahr) | FTE Studenten (Jahr) | Anzahl wiss. Angestellte |
| ----------------------------------------- | ----------------------- | -------------------- | ------------------------ |
| Universität Aarhus (1928)                 | 44.527 (2012)           | 23.171 (2012)        | 4.373                    |
| Universität Kopenhagen (1479)             | 38.867 (2012)           | 24.040 (2012)        | 5.023                    |
| Syddansk Universitet (1966/1998)          | 22.700 (2012)           |                      | 1.159                    |
| Dänemarks Technische Universität (1829)   |                         | 7.597 (2011)         | 1.362                    |
| Copenhagen Business School (1917)         | 18.038 (2010)           | 7.517 (2010)         | 704                      |
| Universität Roskilde (1972)               | 8.500 (2010)            |                      | 524                      |
| Ålborg Universitetscenter (1974)          | 3.266 (2010)            | 2.550 (2010)         | 1.343                    |
| IT Universität Kopenhagen (1999)          |                         | 2.232 (2011)         | 152                      |
| Pädagogische Universität Dänemarks (1999) | 2.239                   |                      | 141                      |
|                                           | –                       |                      | –                        |

Zahlen für 2004. Die finanziellen Aufwendungen an dänischen Universitäten beliefen sich im Jahr 2005 auf insgesamt 1,9 Mrd. Euro.
Im Januar 2007 wurden einige (vorher) eigenständige Einrichtungen als Fakultäten in andere Universitäten eingegliedert (Aarhus Universität, Universität Kopenhagen) – diese sind hier nicht mehr gesondert aufgeführt.

## Kunsthochschulen
Die Hochschulen mit künstlerischer Ausrichtung unterstehen der Aufsicht des Kulturministeriums, einige wurde 2011 jedoch dem neugeschaffenen Ministerium für Forschung, Innovation und Hochschulausbildung zugeordnet.

### Architektur- und Designhochschulen
- Königlich Dänische Kunstakademie Kopenhagen mit den angegliederten Institutionen:
  - Hochschulen für Bildende Kunst
  - Hochschulen für Architektur, Design und Konservation
  - Königliche Akademie der Schönen Künste
  - Dänische Kunstbibliothek
- Architekturschule Aarhus

### Musikhochschulen

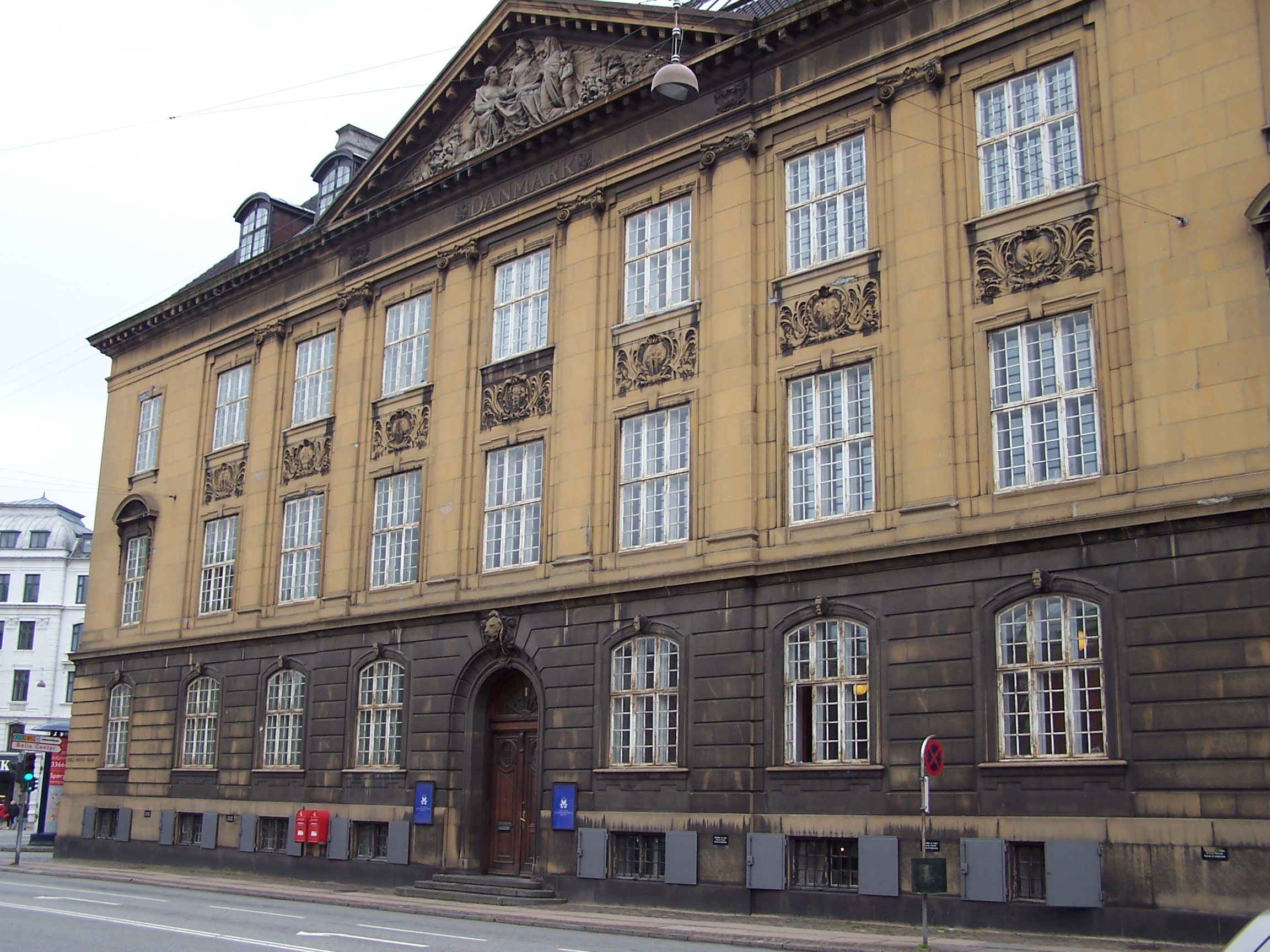
Königlich Dänisches Musikkonservatorium

- Königlich Dänisches Musikkonservatorium
- Staatliche Hochschule für Musik Aarhus (Det Jyske Musikkonservatorium)
- Musikkonservatorium Aalborg (Nordjysk Musikkonservatorium)
- Musikkonservatorium Esbjerg
- Musikkonservatorium Odense
- Rhythmisches Musikkonservatorium Kopenhagen

### Film-, Theater- und Kunsthandwerkshochschulen
- Staatliche Theaterschule Kopenhagen
- Schule für modernen Tanz Kopenhagen
- Dänische Filmschule Kopenhagen
- Dänische Designschule Kopenhagen
- Designschule Kolding
- Glas- und Keramikschule Bornholm
- Schauspielschule am Theater Odense Odense
- Schauspielschule am Theater Aarhus Aarhus
- Dramatikerschule am Theater Aarhus

### Sonstige
- Informationswissenschaftliche Akademie (Det Informationsvidenskabelige Akademi, bis 2010 Danmarks Biblioteksskole)

## Zentren für Weiterbildung (CVUs)
23 Zentren für Weiterbildung (dänisch: Centre for Videregående Uddannelser) – kurz CVU – sind zumeist staatliche Fachhochschulen. Sie können sowohl direkt dem Ministerium unterstellt sein oder Teil einer höherstehenden Bildungseinrichtung sein – dies schließt auch unterschiedlichste Namensbezeichnungen mit ein.
- Handels- und Ingenieurhochschule Aarhus
- Ingenieurhochschule Kopenhagen (Ingeniørhøjskolen i København)
- Ingenieurhochschule Odense

## Private Hochschulen
- Selandia - Center for Erhvervsrettet Uddannelse in Slagelse